# Kuduz
Kuduz è un film del 1989 diretto da Ademir Kenović.